# Félix Struye de Swielande
L'écuyer Félix Aloïs Marie Joseph Struye de Swielande, né le 14 octobre 1871 à Ypres et décédé le 15 décembre 1942 à Gand, fut un homme politique catholique belge.
Struye fut élu conseiller communal de Ypres (1911-21), sénateur de l'arrondissement de Furnes-Dixmude-Ostende (1912-21) et sénateur provincial de la province de Flandre-Occidentale (1921-25).
Il fut créé écuyer en 1908.

## Généalogie
- Il est fils de Aloys (1825-1897), conseiller provincial catholique de Flandre-Occidentale de 1880 à 1892, et Marie-Anne Broers (1839-1871). Petit-fils de Félix Struye-Provoost et d'Edouard Broers, est le neveu d'Eugène Struye et de François Broers.
- Il épousa en 1897 Henriette de Bieberstein Rogalla Zawadsky (nl) (1872-1947), petite-fille du baron Charles Antoine de Bieberstein Rogalla Zawadsky.
  - Ils eurent quatre fils: Jacques (1898-1954), Paul (1901-1979), Antoine (1903-1961) et Pierre (1908-?).

## Publication
- Flamands et activistes. Court exposé de la question flamande, Lausanne, 1918.

## Sources
- Bio sur ODIS

- Ressource relative à plusieurs domaines :   - ODIS
- Paul van Molle, Het Belgisch Parlement, 1894-1972, Antwerpen, 1972.
- Pierre-Paul Struye, Les Struye. L'histoire d'une famille belge originaire de la châtellenie d'Ypres, en West-Flandre, du XIIIe au XXe siècle, Corcelles, 2008